# Feltia
Feltia is een geslacht van vlinders van de familie Uilen (Noctuidae), uit de onderfamilie Noctuinae.

## Soorten
- F. californiae McDunnough, 1939
- F. edentata Smith, 1902
- F. evanidalis Grote, 1878
- F. herilis Grote, 1873
- F. hudsonii Smith, 1903
- F. jaculifera Guenée, 1852
- F. nigrita (Graeser, 1892)
- F. pectinicornis Smith, 1890
- F. subgothica Haworth, 1810
- F. subpallida McDunnough, 1932
- F. tricosa Lintner, 1874